# Cuatro Oirates
Los Cuatro Oirates (Dorben Oirad), Alianza de las tribus Cuatro Oirates o la confederación Oirates (en mongol: Дөрвөн Ойрад; en el pasado, también eleuthes) fue la confederación de las tribus oirates que marcó el ascenso de los mongoles occidentales en la historia de Mongolia.
A pesar del uso universal del término Cuatro Oirates entre los mongoles orientales y oirates y de numerosas explicaciones de los historiadores, no se ha llegado a un consenso sobre la identidad de las cuatro tribus originales. Aunque se cree que el término Cuatro Oirates refiere a las tribus de los choros, torghutes, dorbet y khoid, hay una teoría de que los oirates no eran unidades consanguíneas sino unidades político-étnicas, compuestas de muchos patrilinajes.

## Antecedentes
Los oirates fueron uno de los pueblos de los bosques que vivían en el oeste de los mongoles de Gengis Kan. Fueron sometidos por Gengis en 1207 y jugaron un papel destacado en la historia del Imperio mongol.
Tras el derrocamiento de la dinastía Yuan (1271-1368), Möngke-Temür, un alto funcionario de los Yuan, se había colocado a sí mismo a la cabeza de los oirates. Cuando murió, tres caciques, Mahamu (Mahmud), Taiping y Batu-Bolad, los gobernaron. Enviaron emisarios con regalos a la dinastía Ming. En 1409, el emperador Yongle (r. 1402-1424) les confirió a cambio el título de wang. Los oirates comenzaron a desafiar a los emperadores borjigin en el reinado de Elbeg Khan (ca.1394-1399).
Es curioso encontrar que tres de los líderes tenían nombre musulmán, Mahmud. Antes de 1640, los oirates habían estado cambiando entre las dos religiones, el islam y el budismo. Ambos credos tenían partidarios entre los paganos oirates.

## Apogeo
El emperador chino Yongle exigió a Öljei Temür Khan Bunyashiri, el kan mongol, que aceptase su supremacía en 1409, pero Öljei Temür se negó y derrotó a una fuerza Ming el siguiente año en la batalla de Kherlen. En 1412 una gran fuerza china al mando de Yongle obligó a Öljei Temür Khan a huir hacia el oeste. (Ver en la Wikipedia en inglés Campañas del emperador Yongle contra los mongoles) Los oirates liderados por Mahamu de la tribu de los choros mataron a Öljei Temür, que sufrió grandes pérdidas.
Los mongoles occidentales tenían como líder a Delbeg Khan, un descendiente de Ariq Böke, cuya familia había sido relegada a Mongolia durante el reinado Yuan. Sin embargo, los mongoles orientales bajo el liderazgo de Arugtai de los Asud, se negaron a aceptar al nuevo kan y estaban en constante guerra entre sí. La dinastía Ming intervino agresivamente contra cualquier líder mongol demasiado poderoso, lo que agravó el conflicto mongol-oirates.
En 1408 Mahamu fue sucedido por su hijo Toghan, quien continuó su contienda con Arugtai. En 1437, Toghan había derrotado totalmente a Arugtai y a un emperador de la casa de Ogodei, Adai Khan. Toghan hizo a los príncipes Genghisid sus kanes títeres de la Mongolia post-imperial. Cuando murió en 1438, su hijo Esen se convirtió en taishi (título noble mongol). Los oirates tenían estrechas relaciones con Mogolistán y Hami, donde reinaba Chagatayid Khan. Por la crónicas de los Ming se sabe que los oirates realizaron incursiones regulares en esas áreas. Esen aplastó a los monarcas de Mogolistán y Hami y los obligó a aceptarlo como señor. También conquistó Mongolia Exterior y Mongolia Interior y subyugó a los yurchen en Manchuria. En 1449, Esen logró capturar al propio emperador Ming Zhengtong, a quien liberó el año siguiente. Durante su reinado, los cuarteles generales oirates estaban en el noroeste de Mongolia y los límites occidentales de sus asentamientos fueron Barkol y el río Irtysh. Esen se apoyó en los comerciantes musulmanes de Samarcanda, Hami y Turpan y en su propia casa real: los choros estaban relacionados con Mogolistán según un mito. Después de asesinar al kagan Agbarjin, Esen tomó el título de kan para sí mismo. Pero poco después de que fuese derrocado por los nobles oirates, fue asesinado por el hijo de un hombre que había ejecutado.

## Declive
La muerte de Esen rompió la unidad de los oirates, que comenzaron a luchar entre sí para ostentar el liderazgo. El hijo de Esen, Amasanj, se trasladó al oeste, saqueando las tierras de Hami, Mogolistán y de los uzbecos.
Desde 1480 en adelante, los mongoles orientales, bajo el gobierno de Mandukhai Khatun y de Dayan Khan, empujaron a los oirates hacia el oeste. En 1510, Dayan Khan ya había unificado toda la nación mongol incluyendo a los oirates. Sin embargo, los mongoles Khalkha y algunos príncipes del suroeste de Mongolia Interior lanzaron repetidamente ataques masivos contra los oirates y saquearon sus propiedades en el Irtysh, Barkol y Altái, desde 1552 hasta 1628. Los oirates eran todavía una confederación poderosa en Mongolia, incluso después de la caída de Esen, y continuaron manteniendo Karakórum hasta el siglo XVI, cuando Altan Khan recapturó la ciudad de manos de los oirates. Oprimidos y subyugados por Altan Khan, la confederación de los oirates aplastó al príncipe Khalkha Sholoi Ubaashi Khungtaiji quizá hacia 1623.

## Colapso
El colapso de la confederación de los oirates comenzó cuando los torghutes, junto con los dorbet y algunos miembros del clan Khoshud, se separaron de la unión. En 1628 el jefe torghut Khoo Orlug, con algunos dorbed y khoshuuds, se movió hacia el oeste a través de las estepas kazajas. El pequeño juz de los kazajos y los nogayos intentaron detenerlos en Nemba y Astracán, pero fueron derrotados por los torghutes. Los torghutes subyugaron a los pueblos locales túquicos de Manghyslak y del mar Caspio. Colonizaron el delta del Volga y ocuparon completamente las estepas del norte del Caspio, creando el kanato de Kalmukia. Los calmucos saquearon el kanato de Jiva desde 1603-1670. El kanato de Kalmukia demostró ser un buen aliado del Imperio ruso.
El Güshi Khan Khoshuud fue a Qinghai (Koke Nuur) en 1636. Aumentó sus posesiones en el Tíbet y Amdo. Gushi Khan protegió al Ngawang Lobsang Gyatso, V Dalái lama y a su iglesia amarilla del antiguo clero rojo del budismo tibetano. El kanato de Khoshut derrotó al enemigo del dalái lama y Gushi Khan nombró a su hijo gobernante del Tíbet.
Hacia 1620 los choros se dispersaron después de una amarga lucha con el Altan Khan de los Khalkha. Algunos de los choros huyeron con un cuerpo de dorbed hacia el norte, a Siberia y la actual Baranaoul. Pero la mayoría de los choros y los dorbed y khoids se instalaron en la región de los ríos Irtysh Negro, Urungu, Imil e Ili, formando el kanato de Zungaria.
En 1640 los oirates y los Khalkha hicieron la paz y formaron una alianza, estableciendo un nuevo código, el código mongol-oirates. Liderados por la nobleza Khoshuud, los oirates comenzaron a convertirse al budismo. Se convirtieron en los principales defensores de los lamas dalái y panchen. Los oirates que utilizaron la escritura mongol adoptaron en 1648-1649 la forma legible diseñada por el clérigo y erudito oirate Zaya Pandita Namkhaijamtsu.
A pesar de su distribución geográfica, los oirates mantuvieron fuertes lazos con los demás y permanecieron como importantes actores de la política de Asia Interior hasta 1771.

## Líderes de la Alianza de los Oirates
- Üylintey Badan (c. 1368–1390s)
- Ugetchi Khashikha (en mongol: Ögöchi Khashikha; Möngke-Temür)
- Khuuhai Dayuu (c. 1399)
- Batula; título: chinsan, (Bahamu, Mahamud) (1399–1408)
- Togoon (1408–1438)
- Esen (1438–1454)
- Amasanj (1454–1455)
- Ishtömör (Ush-Temür, Ish-Temür) (1455–1469)
- Khishig
- Arkhan
- Büüvei
- Khongor; Khan Khongor noyon; título: noyon
- Abai khatan
- Kharkhul